# Chérif Abdeslam
Chérif Abdeslam (en cabil: Crif Σebdesslam) (1 de septiembre de 1978; Hussein Dey, Argel) es un futbolista argelino retirado.
Anteriormente jugó para IR Husseïn Dey y NA Husseïn Dey, JS Kabylie y USM Annaba.

## Carrera internacional
Abdeslam ha jugado ocho partidos con la selección de Argelia, el último contra Uruguay en agosto de 2009.

## Honores
- Ganó la Ligue Professionnelle 1 de Argelia dos veces:
  - Una vez con JS Kabylie en 2008
  - Una vez con ASO Chlef en 2011
- Tiene 8 partidos con la selección de Argelia.